# 邱比特的遺願
《邱比特的遺願》，為泰國Disney+ Hotstar於2022年2月21日起播出的奇幻愛情電視劇，由Earth、Mix及Jan主演。
此劇由GMMTV製作，並在2021年12月GMMTV的「BORDERLESS」新戲發佈會上公開先導預告片。其後，此劇於2022年2月在Disney+ Hotstar串流平台上首播，同年3月終映；並於同年3月在GMM 25電視台首播，同年5月終映。

## 劇情簡介
Korn和Win是一對認識了22年的摯友，在Win的爸爸去世時，他在遺囑中將他一半的土地給了Korn，Win認為Korn是有意接近他家，因此開始對Korn懷恨在心。後來，Win和他的妹妹Lin遇上車禍。他在醒來後發現自己在Lin的身體內，而他的身體處於昏迷狀態。回復原狀的唯一方法，就是Win與Korn在泰國的四座寺廟中收集聖水。當Korn得知Win困在Lin的身體後，他決定與Win一起踏上收集聖水的旅程。

## 演員陣容
註：括號內的演員姓名為小名。

### 主要人物
- 皮拉帕·瓦塔納汕西瑞（Earth）飾演 Korn
- 薩哈帕·翁拉齊（Mix）飾演 Win
- 普洛伊湘普·素帕莎（Jan）飾演 Lin

### 其他人物
- 那瓦·蓬朴提岸（英语：Nawat Phumphotingam）（White）飾演 Chanon
- 妮帕婉·苔薇朋莎婉（Kai）
- 彩拿甘·阿旁苏提南（Gunsmile）飾演 Anucha

## 劇集原聲帶
| 歌名                | 歌手                               | 來源  |
| ------------------- | ---------------------------------- | ----- |
| ไม่ไกลหัวใจ（Closer） | 皮拉帕·瓦塔納汕西瑞、薩哈帕·翁拉齊 | [ 6 ] |
| เพิ่งรู้（Never Knew）  | 皮拉帕·瓦塔納汕西瑞、薩哈帕·翁拉齊 | [ 7 ] |

## 劇集迴響

### 泰國電視收視率
- 收視最低的集數以藍色表示，收視最高的集數以紅色表示，而空格則表示該集的收視沒有相關數據。

| 集數 No.   | 播放日期      | 播放時段 (UTC+07:00) | 平均收視率 | 來源   |
| ---------- | ------------- | -------------------- | ---------- | ------ |
| 1          | 2022年3月27日 | 星期日 20:30         | 0.155      | [ 8 ]  |
| 2          | 2022年4月3日  | 星期日 20:30         | 0.143      | [ 9 ]  |
| 3          | 2022年4月10日 | 星期日 20:30         | 0.087      | [ 10 ] |
| 4          | 2022年4月17日 | 星期日 20:30         | 0.079      | [ 11 ] |
| 5          | 2022年4月24日 | 星期日 20:30         | 0.057      | [ 12 ] |
| 6          | 2022年5月1日  | 星期日 20:30         | 0.055      | [ 13 ] |
| 7          | 2022年5月8日  | 星期日 20:30         | 0.146      | [ 14 ] |
| 8          | 2022年5月15日 | 星期日 20:30         | 0.129      | [ 15 ] |
| 9          | 2022年5月22日 | 星期日 20:30         | 0.082      | [ 16 ] |
| 10         | 2022年5月29日 | 星期日 20:30         | 0.080      | [ 17 ] |
| 平均收視率 | 平均收視率    | 平均收視率           | 0.101      | 1      |

^1  基於每集的平均觀眾份額。

## 外部連結
- GMM25 官方網站 （页面存档备份，存于）（泰文）
- GMMTV 官方網站（泰文）
- 劇集介紹及劇評 （页面存档备份，存于）（英文）
- 豆瓣电影上《邱比特的遺願》的資料 （简体中文）